# ハンズ・ニコルッシ・カヴィーリャ
ハンズ・ニコルッシ・カヴィーリャ（Hans Nicolussi Caviglia、2000年6月18日 - ）は、イタリア・ヴァッレ・ダオスタ州アオスタ出身のサッカー選手。セリエA・ヴェネツィアFC所属。元イタリア代表。ポジションはミッドフィールダー。

## 経歴
8歳からユヴェントスFCのユースに所属し、2019年3月8日のウディネーゼ・カルチョ戦においてトップチーム初出場を果たした。
2020年10月5日、パルマ・カルチョ1913へレンタル移籍した。しかし、2020年12月15日の練習で前十字靭帯を損傷し12月22日に手術を受けると、復帰後に再び膝を負傷し1年以上プレーすることができなかった。
2022-23シーズンにランベルト・ザウリが監督をするFCズュートティロールへレンタル移籍すると、17試合出場で2ゴールと結果を残し、ズュートティロールとの契約を半年で解消し、セリエAクラブであるUSサレルニターナ1919へステップアップした。
2024年8月22日、ヴェネツィアFCに買取義務付きレンタルの形で移籍が決定。

## タイトル

### クラブ
ユヴェントスFC
- セリエA：1回 (2018-19)
- コッパ・イタリア：1回 (2023-24)